# چنگیز خان (مجموعه تلویزیونی ۲۰۰۴)
چنگیز خان (انگلیسی: Genghis Khan) یک سریال تلویزیونی چینی بر اساس زندگی چنگیز خان، بنیانگذار امپراتوری مغول در قرن سیزدهم است.